# Michel Mehech
Michel Mehech Haddad (Homs, 31 maggio 1914 – Santiago del Cile, 3 luglio 2008) è stato un cestista cileno, originario della Siria.

## Carriera
Con il Cile ha disputato 3 partite alle Olimpiadi del 1936, classificandosi al 9º posto finale. Terminata l'attività cestistica, divenne medico oftalmologo tra i più affermati in Cile.